# Pero moritzi
Pero moritzi är en fjärilsart som beskrevs av Felder och Alois Friedrich Rogenhofer 1875. Pero moritzi ingår i släktet Pero och familjen mätare. Inga underarter finns listade i Catalogue of Life.